# CPH PIX
El CPH PIX es un festival internacional anual de cine realizado en la ciudad de Copenhague, que se centra principalmente en los talentos emergentes.

## Historia
El CPH PIX es el resultado de la fusión del Festival Internacional de Cine de Copenhague y el NatFilm Festival en 2008 y fue ideado por la organización Copenhagen Film Festivals. Esta organización también gestiona el festival de documentales CPH:DOX. El festival fue fundado por Jacob Neiiendam, quien lo administró hasta el final de su décima edición en 2018.
La primera edición del CPH PIX se celebró en abril de 2009 con 36.500 espectadores, la mayor afluencia de público jamás registrada para un festival de cine en Copenhague en ese momento. Desde su primera edición, el festival ha crecido en tamaño hasta alcanzar un total de 78.000 espectadores en 2017. En 2016, el festival se fusionó con el BUSTER Film Festival for Children and Youth, convirtiéndose en un gran evento con una gran variedad de películas para todas las edades.
Al mismo tiempo, el período del festival se trasladó de abril a septiembre/octubre.

## Temática
El CPH PIX es reconocido por su enfoque en nuevos talentos, apoyando el desarrollo de talentos y presentando películas inéditas de un amplio espectro de países y culturas, así como curando una pequeña sección de eventos cinematográficos exclusivos e inmersivos. Como parte del programa principal, CPH PIX también presenta secciones retrospectivas con cineastas de renombre como William Friedkin, Andrzej Zulawski, Terence Davies, Bertrand Bonello y Neil Young, a menudo en colaboración con la Cinemateca Danesa.
El festival acoge seminarios, talleres educativos, charlas de artistas, representaciones teatrales y conciertos relacionados con el cine. Leos Carax, William Friedkin y James Schamus son algunos de los cineastas que han asistido a clases magistrales en el festival. A través de los años, artistas bien conocidos como John Carpenter, Godspeed You! Black Emperor, Jean-Michel Jarre, Tangerine Dream y Jóhann Jóhannsson han actuado como parte del festival.

## Galería

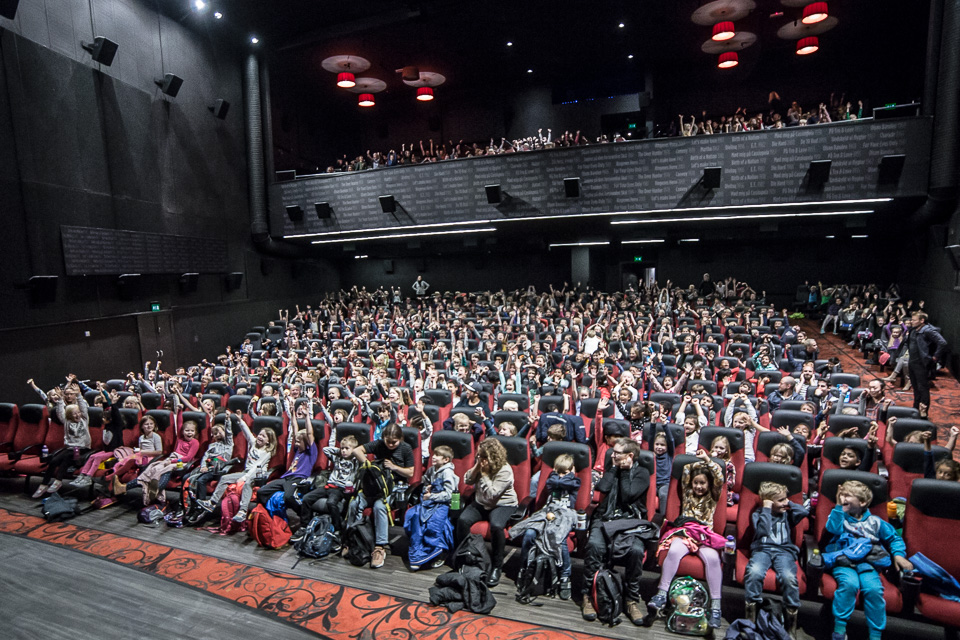
Festival infantil BUSTER
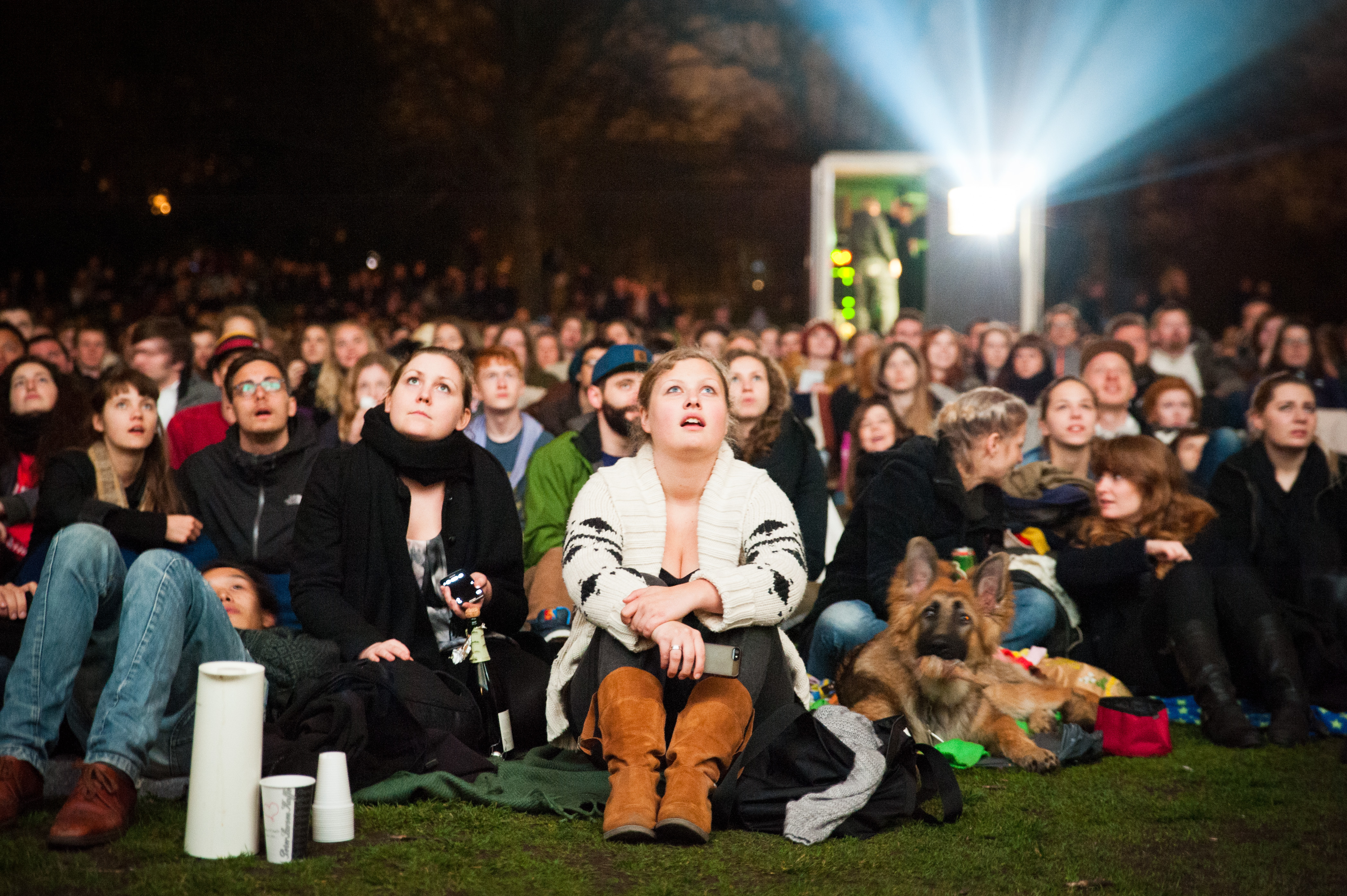
Exhibición al aire libre de Game of Thrones
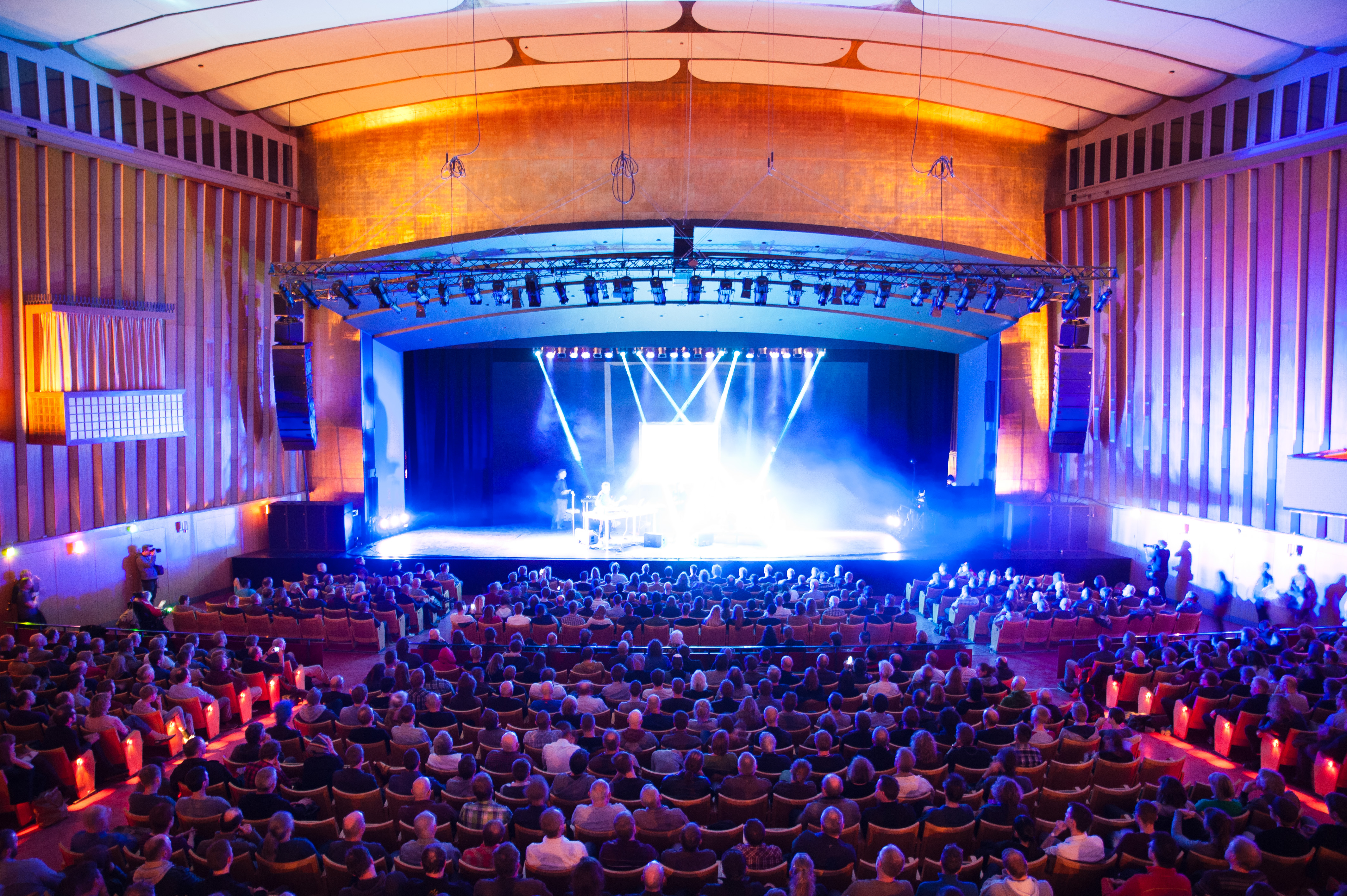
Concierto durante el CPH PIX
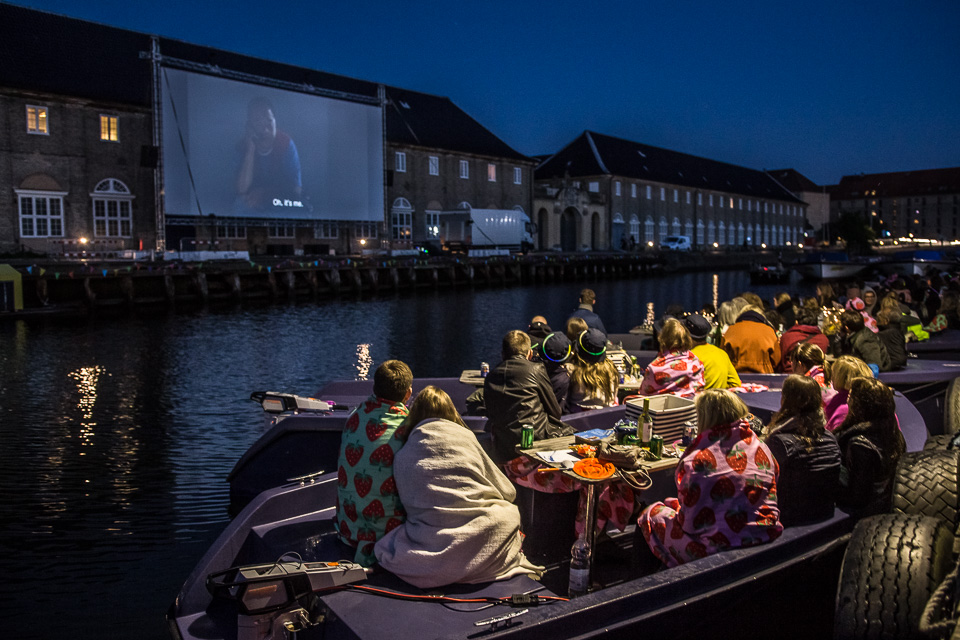
Exhibición en los canales de Copenhague
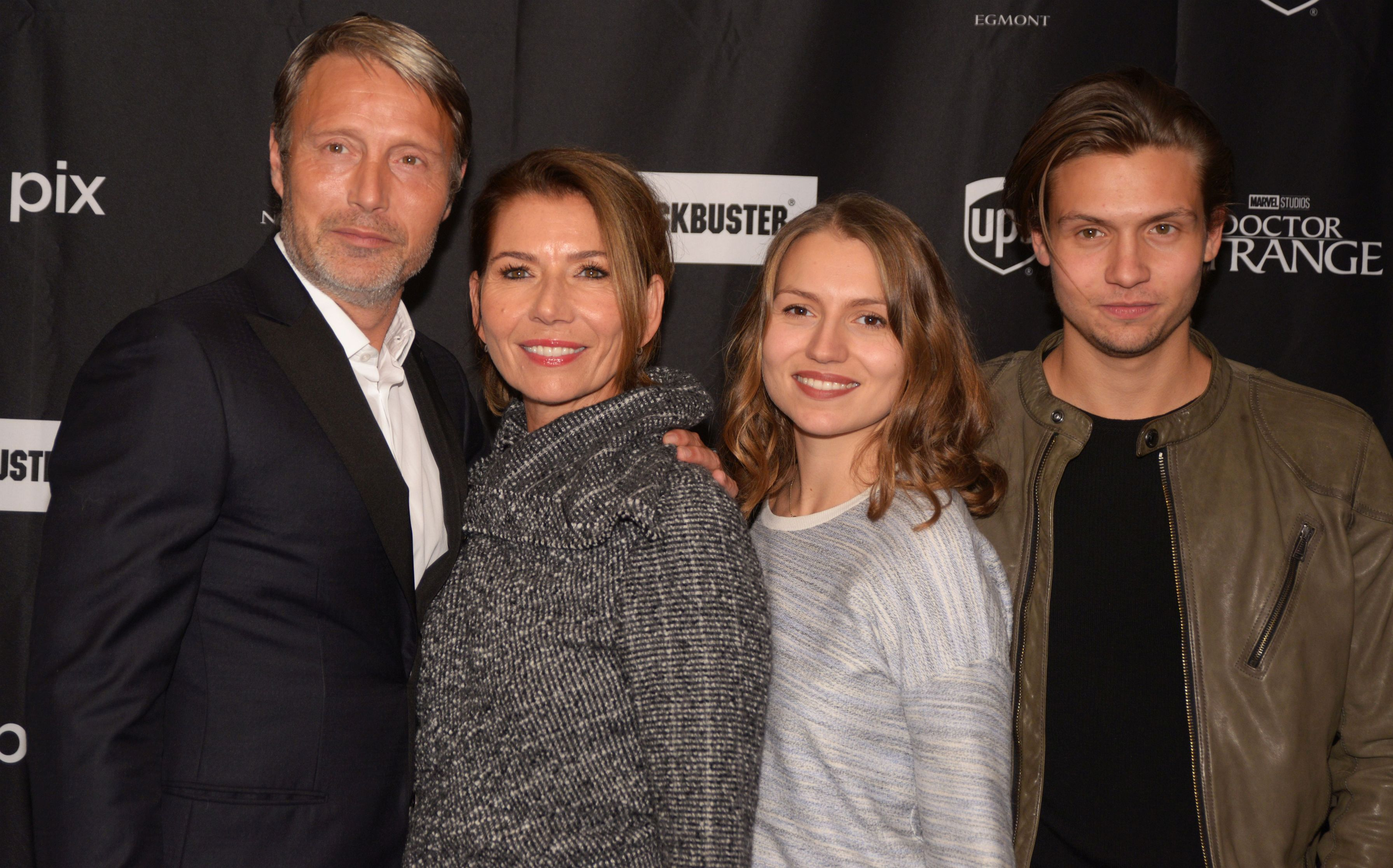
Mads Mikkelsen en el CPH PIX
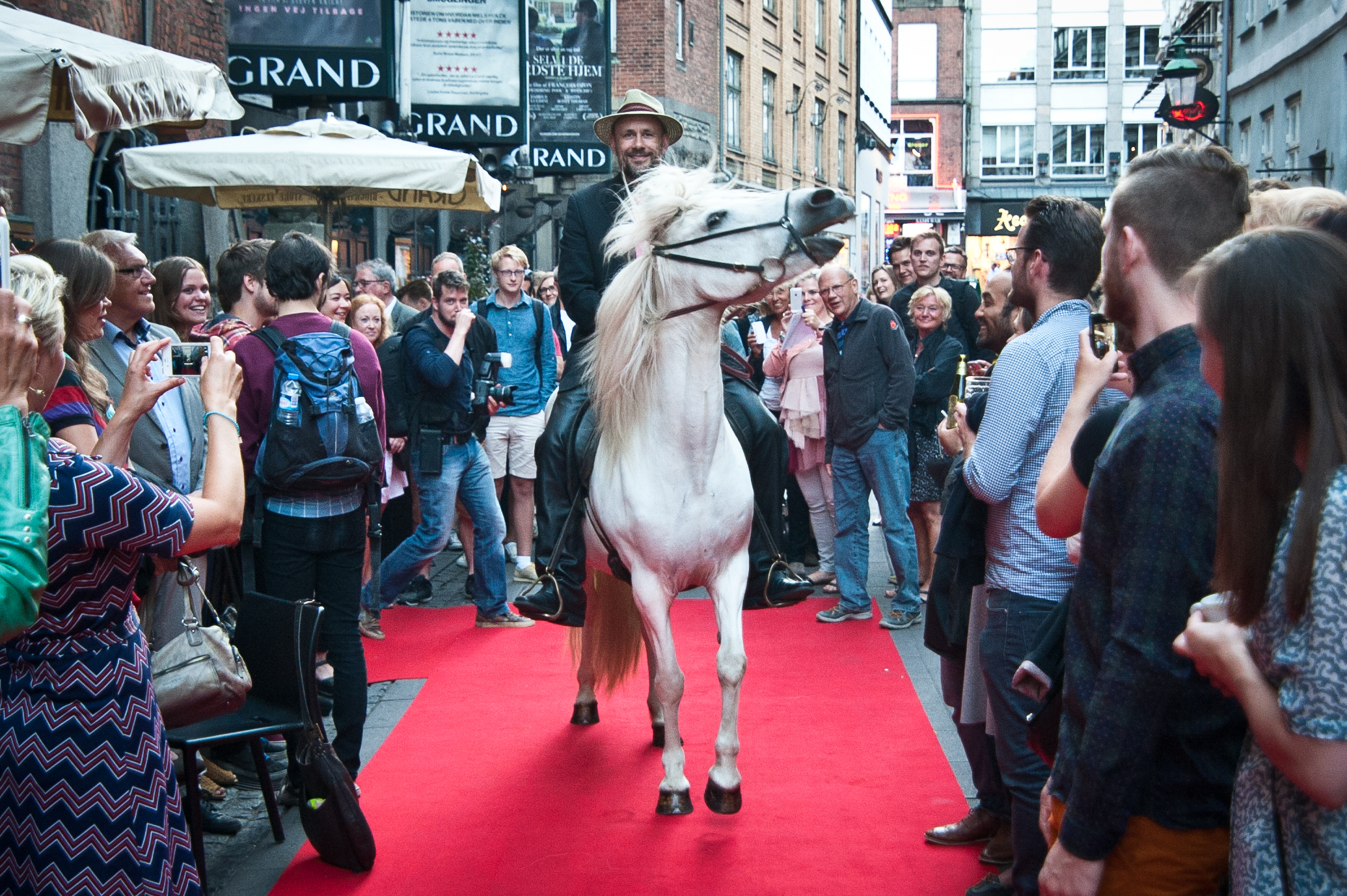
Estreno de la película Of Horses and Men
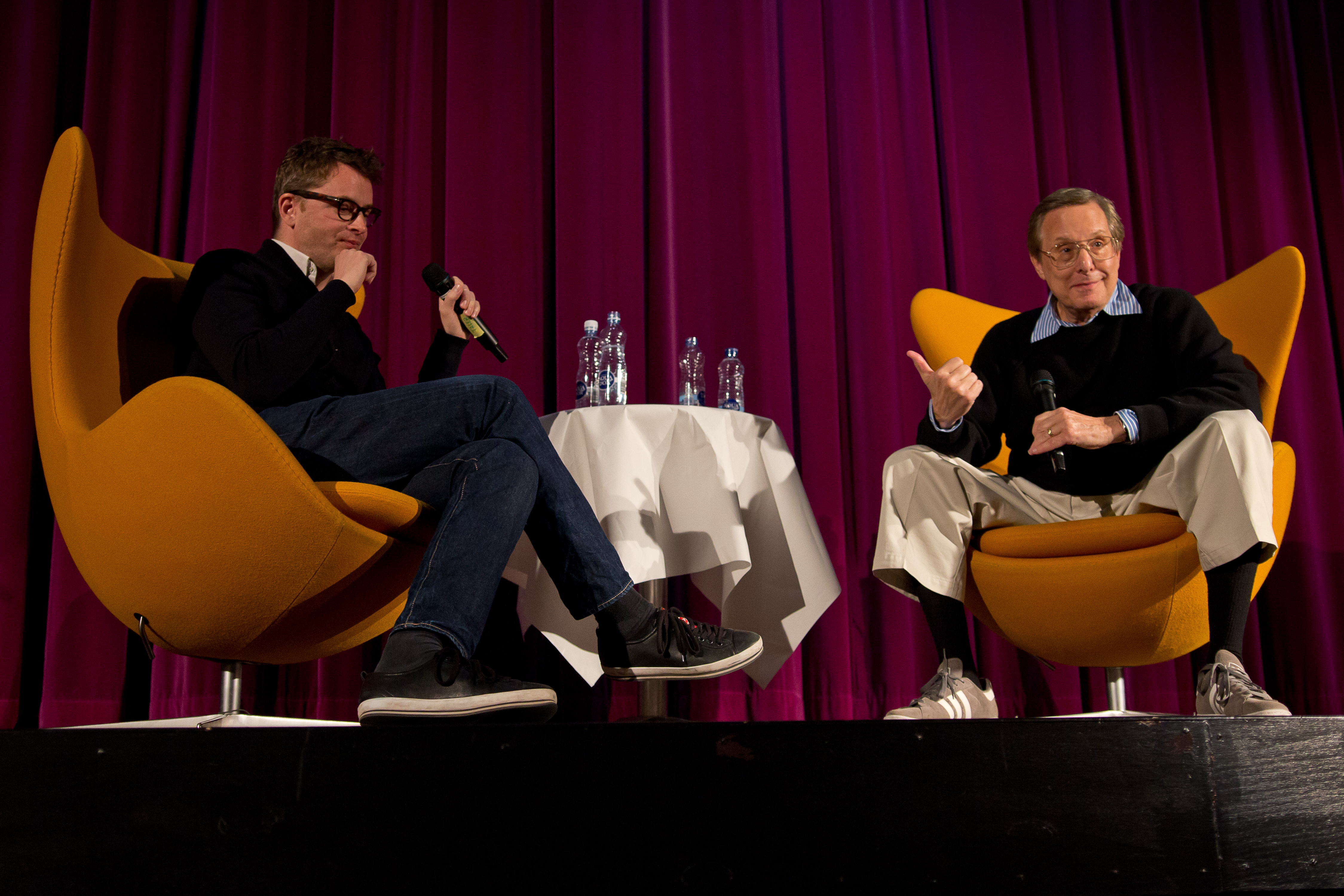
William Friedkin conversando con Nicolas Winding Refn en el CPH PIX
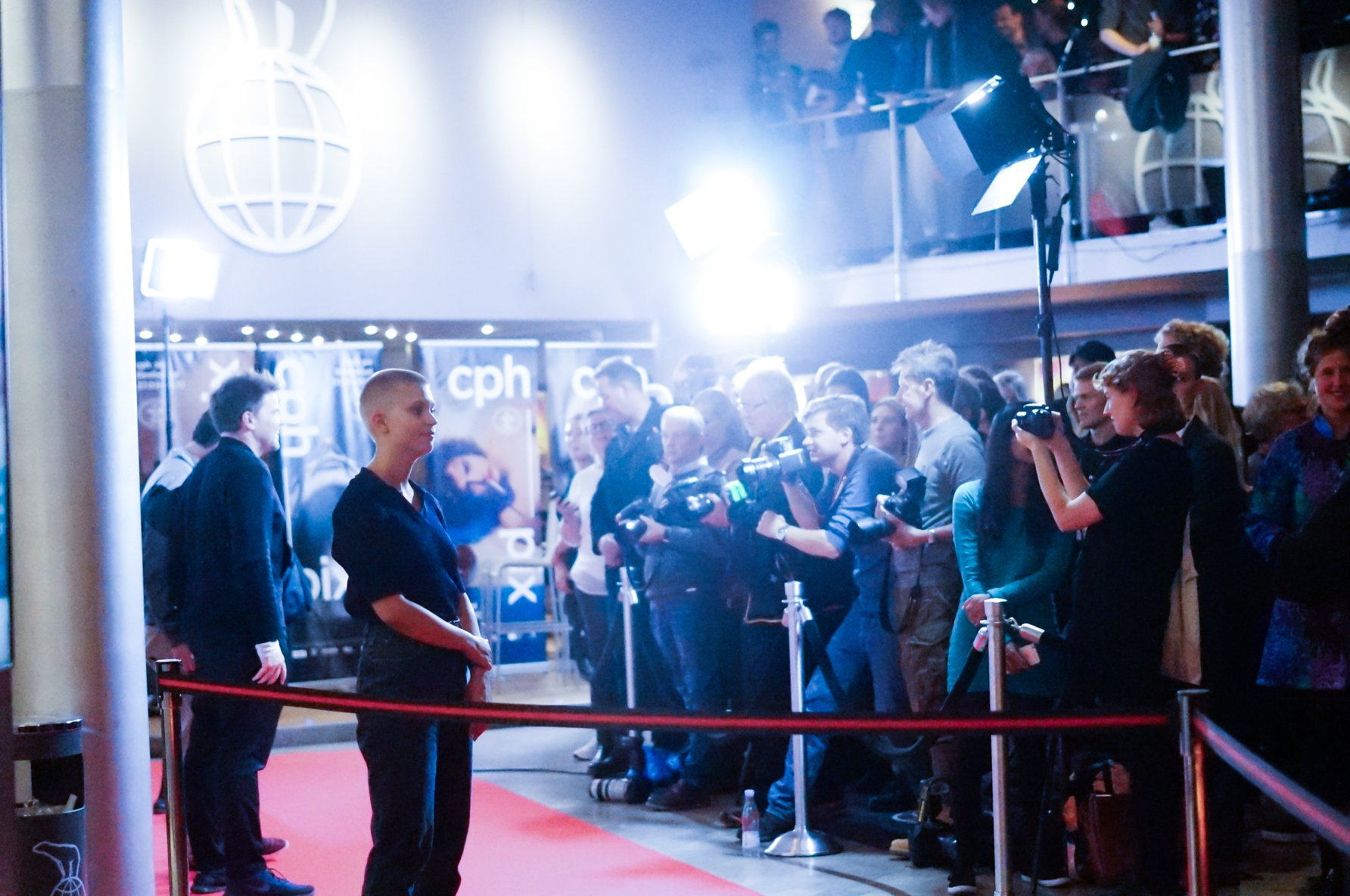
Alfombra roja en la gala de 2018
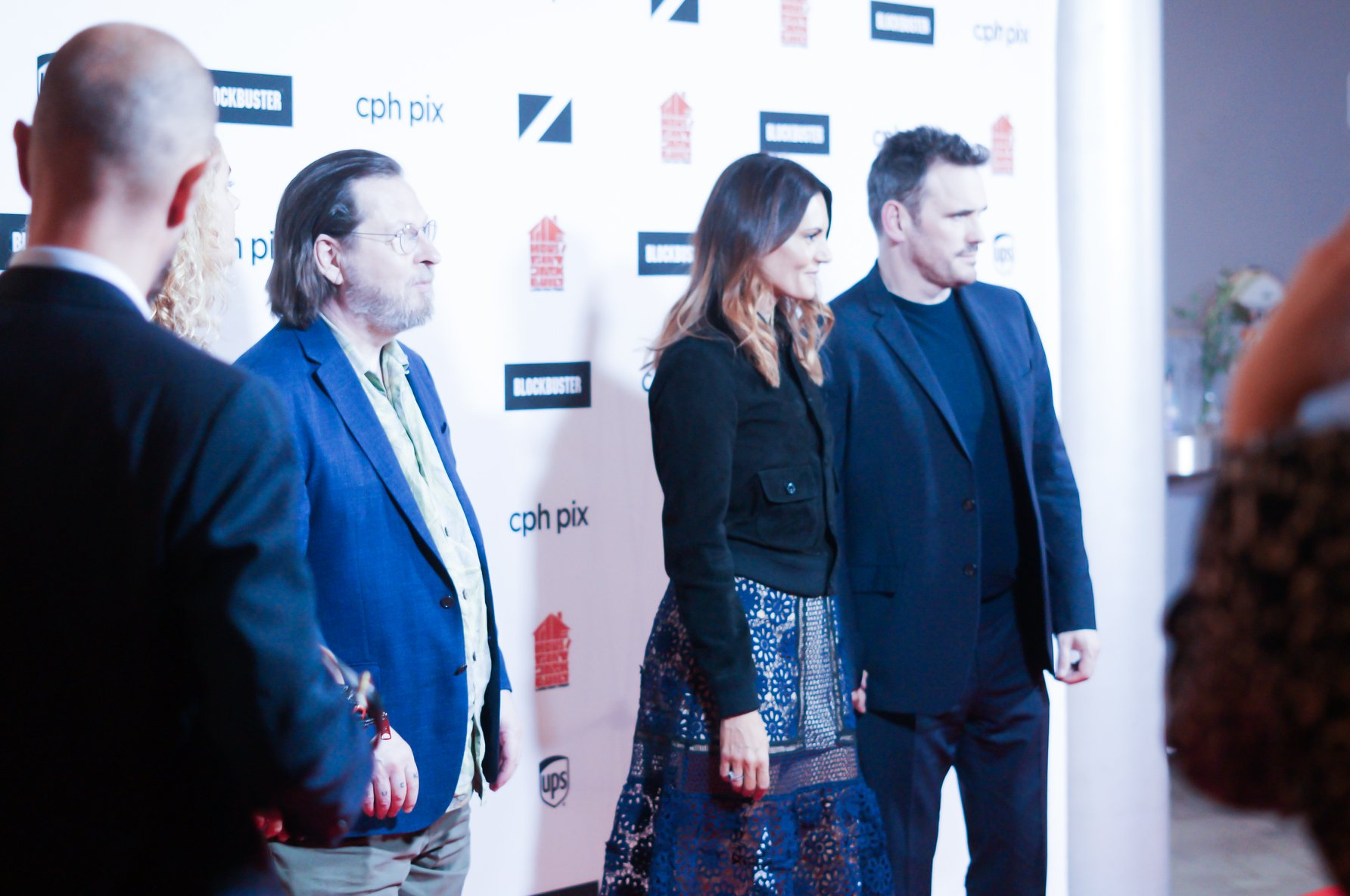
Lars Von Trier y Matt Dillon en la alfombra roja de la décima edición